# Wells Fargo Center (Filadelfia)
La Xfinity Mobile Arena, precedentemente conosciuta come Wachovia Center, CoreStatesCenter, First Union Center e Wells Fargo Center, è un palazzetto dello sport situato a Filadelfia in Pennsylvania. È l'arena in cui giocano le partite casalinghe i Philadelphia Flyers della NHL e i Philadelphia 76ers di NBA. L'edificio si trova presso l'angolo sud-est del South Philadelphia sport complex, che comprende il Lincoln Financial Field, il Citizens Bank Park, e il palazzetto predecessore dell'arena, The Spectrum.
L'arena è stato originariamente chiamata CoreStates Center in seguito all'acquisto dei diritti di denominazione da parte di CoreStates Bank; i diritti furono poi acquistati da First Union Bank in seguito a una fusione nel 1998 e poi da Wachovia Bank nel 2003 dopo la fusione con First Union. Dal 1º luglio 2010 al 31 agosto 2025 i diritti sono appartenuti alla compagnia di servizi finanziari Wells Fargo, mentre dal 1° settembre dello stesso anno viene avviato un contratto di sponsorizzazione con la compagnia di telecomunicazioni Xfinity.